# Sara Duterte
Sara Zimmerman Duterte-Carpio, dite Inday Sara, née le 31 mai 1978 à Davao, est une femme d’État philippine, vice-présidente depuis le 30 juin 2022.
Fille de Rodrigo Duterte, président des Philippines de 2016 à 2022, elle lui succède en tant que maire de Davao de 2010 à 2013 et de 2016 à 2022, après en avoir été vice-maire de 2007 à 2010 aux côtés de son père. Elle est élue vice-présidente des Philippines comme colistière de Ferdinand Marcos Jr., lors des élections de 2022. Elle devient également secrétaire à l'Éducation jusqu'en 2024, année durant laquelle de graves divergences apparaissent avec Marcos.

## Biographie

### Origines et études
Sara Zimmerman Duterte est la fille de Rodrigo Duterte, président des Philippines, et d'Elizabeth Zimmerman, hôtesse de l'air. Le couple divorce en 2000 mais reste en bons termes.
Dès sa jeunesse, Sara Duterte développe un caractère fort et indépendant. Elle est proche de son père, celui-ci la considérant comme son enfant préférée, accordant une grande valeur à son éducation, tout comme pour ses frères.
Elle étudie au collège San Pedro, se spécialisant en thérapie respiratoire. Elle obtient son diplôme en 1999. Lors de son premier discours comme maire de Davao, elle confie a posteriori qu'elle voulait initialement devenir pédiatre plutôt que femme politique. En mai 2005, elle est diplômée en droit du collège San Sebastian de Recoletos. En 2006, elle devient avocate.
Elle est aussi officier de réserve dans les Forces armées des Philippines avec le grade de colonel.

### Carrière politique

#### Maire de Davao

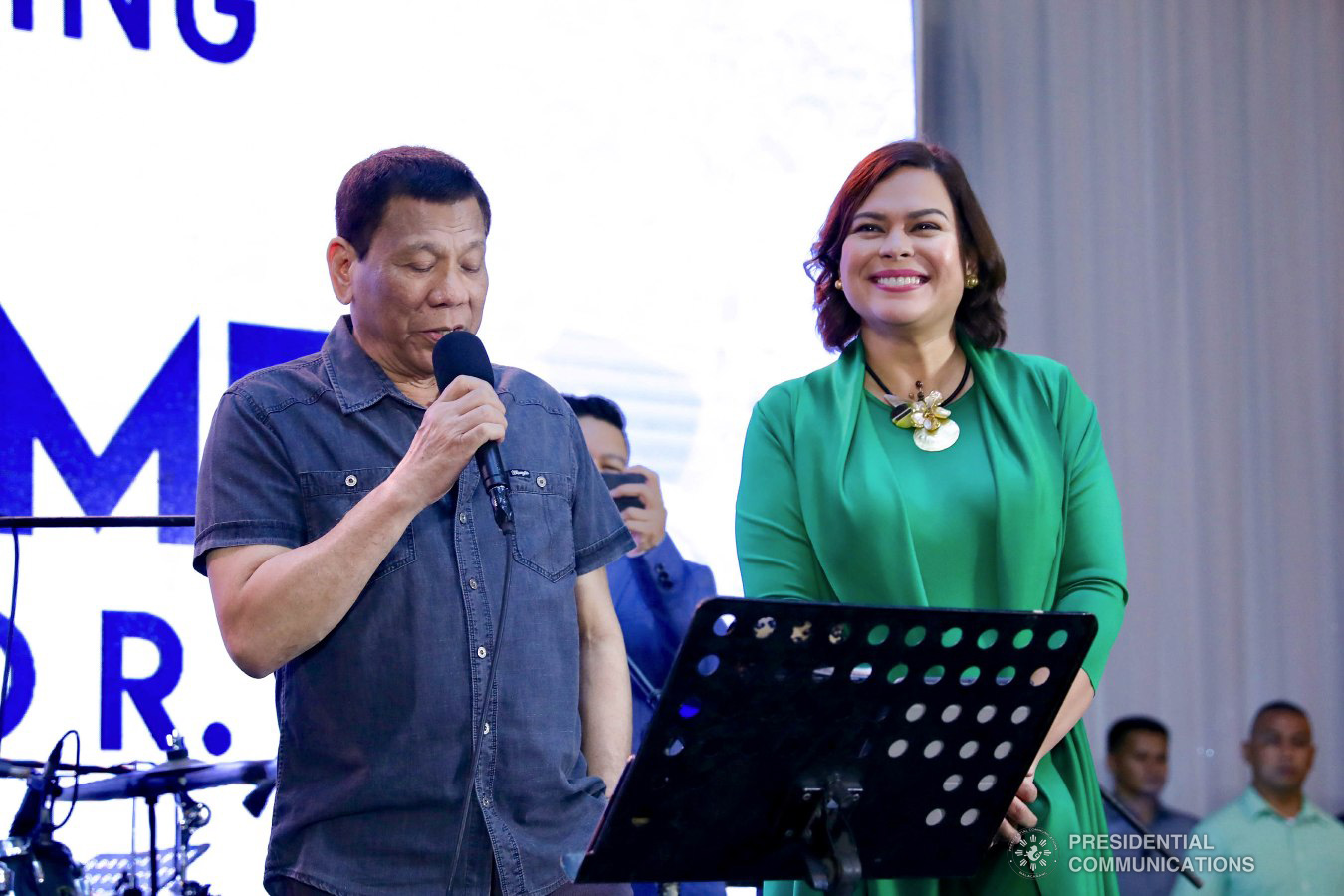
Rodrigo Duterte et sa fille Sara en 2019.

Sara Duterte-Carpio est la première femme à devenir maire de Davao et la plus jeune personnalité élue à ce poste. Elle est maire de 2010 à 2013, après avoir été vice-maire à partir de 2007 aux côtés de son père Rodrigo Duterte. Lors du scrutin de 2010, elle bat Prospero Nograles (en), rival politique de son père et président de la Chambre des représentants, avec une avance de 200 000 voix. Ce dernier remet en cause les résultats et dépose une plainte auprès de la commission électorale à Manille, affirmant qu'il y a eu un complot des agents électoraux locaux.
En 2014, elle est l'un des neuf gouverneurs élus de la Croix-Rouge philippine (en).
En octobre 2015, elle se rase la tête pour convaincre son père de se présenter à l'élection présidentielle philippine de 2016, malgré les réticences de ce dernier en raison d'un manque de moyens financiers et politiques pour mener campagne,. Il finit par se présenter et devient président, tandis que sa fille, candidate à sa réélection, est reconduite en 2016 dans ses fonctions de maire de Davao.
Deux ans après le début de son mandat, le président Rodrigo Duterte déclare désirer que sa fille lui succède,,. Peu après, Sara Duterte lance le mouvement « Tapang à Malasakit » (en français : « Courage et Compassion »), regroupant des partisans et des alliés de la dynastie Duterte. Bien qu'elle se défende de tout rapport avec une potentielle campagne nationale, les commentateurs estiment qu'il s'agit pour elle d'un moyen d'asseoir sa position politique en vue de futures échéances électorales et de rallier des personnalités comme le sénateur Antonio Trillanes (en),,.
En 2018, Sara Duterte annonce qu'elle se représentera à la mairie de Davao,. Elle indique qu'elle n'a pas l'intention de quitter ses fonctions municipales pour briguer un poste national, comme l'avait fait son père avant d'être candidat à l'élection présidentielle de 2016. Cependant, de nombreux commentateurs politiques évoquent des préparatifs pour une candidature au Sénat, voire pour la présidence du pays,.

#### Élections présidentielle et vice-présidentielle de 2022
Le 9 juillet 2021, Sara Duterte déclare son intérêt pour l'élection présidentielle de 2022, précisant que sa décision n'est toutefois pas arrêtée. Le 9 septembre, elle indique ainsi qu'elle ne sera pas candidate à la présidence puisque son père, le président Duterte, pourrait se présenter pour le poste de vice-président. Les deux ont en effet convenu qu'ils ne seraient pas candidats l'un contre l'autre. Finalement, Rodrigo Duterte ne brigue pas cette fonction. Le 2 octobre 2021, Sara Duterte dépose sa candidature à sa réélection comme maire de Davao.
Le 9 novembre, elle retire sa candidature municipale. Son frère Sebastian (en), vice-maire sortant de la ville, se présentera à sa place. Le 11 novembre, elle démissionne de Hugpong ng Pagbabago (en), le parti qu'elle avait fondé en 2018, et rejoint le Lakas-CMD,, mouvement de l'ancienne présidente Gloria Macapagal-Arroyo. Soutenue par le Partido Federal ng Pilipinas (en), Sara Duterte devient la colistière de Ferdinand Marcos Jr., sénateur et fils de l'ancien dictateur Ferdinand Marcos, mettant fin aux rumeurs sur sa propre candidature à la présidence du pays, alors qu'elle était en tête des sondages, suivie par Bongbong Marcos. À noter qu'aux Philippines les élections du président et du vice-président sont des scrutins séparés. Pour sa part, Rodrigo Duterte, qui ne peut briguer un second mandat de président, laisse de nouveau entendre qu'il serait candidat à la vice-présidence contre sa fille, avant de se raviser et de finalement se présenter aux sénatoriales,.
Elle remporte l'élection haut la main, son père n'ayant pour sa part soutenu aucun candidat.

#### Vice-présidente des Philippines et secrétaire à l'Éducation

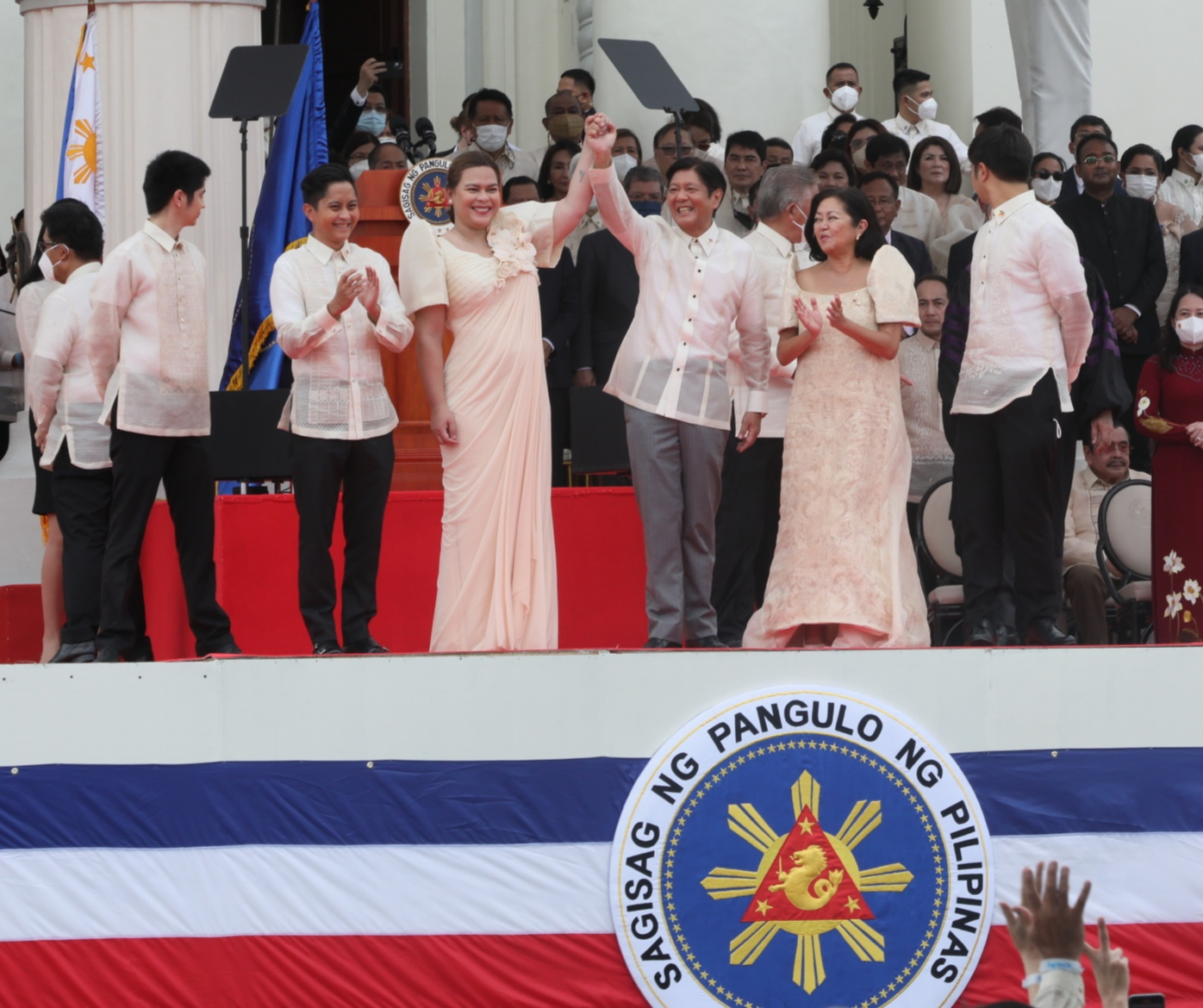
Sara Duterte et Bongbong Marcos lors de leur investiture, le 30 juin 2022.

Sara Duterte est investie vice-présidente des Philippines le 30 juin 2022, succédant à Leni Robredo. Elle exerce également les fonctions de secrétaire à l'Éducation.
Faisant l'objet d'accusations de corruption et de détournement de fonds publics, ses relations avec le président Bongbong Marcos Jr. se dégradent fortement en 2024, au point de se voir retirer son poste de secrétaire à l'Éducation le 19 juillet, et de tourner à l'affrontement politique, au cours duquel des menaces de mort réciproques sont proférées en novembre de la même année.
Le 4 décembre 2024, des militants déposent une deuxième plainte en « empêchement » contre elle pour détournement présumé de fonds publics. Le 5 février 2025, la Chambre des représentants vote en faveur de sa destitution, qui doit être confirmée par le Sénat à la majorité des deux tiers de ses membres.
Le 10 juin 2025, le Sénat, par 18 voix contre 5, adopte une résolution renvoyant la question à la Chambre des représentants afin que celle-ci certifie la conformité de la procédure à la Constitution.
En juillet 2025, la Cour suprême des Philippines juge que la plainte en destitution contre Sara Duterte, déposée par la chambre basse du Congrès en février 2025, est inconstitutionnelle et suspend le procès en destitution,.

## Vie privée
Le 27 octobre 2007, Sara Duterte épouse son collègue avocat Manases « Mans » R. Carpio, qu'elle avait rencontré durant ses études. Ils ont trois enfants : une fille adoptive, Mikhaila María, surnommée « Sharky », et deux fils, Mateo Lucas, surnommé « Stingray », et Marko Digong, surnommé « Stonefish ». Neveu de l'ombudsman Conchita Carpio-Morales (en) et du juge de la Cour suprême Antonio Carpio (en),, Manases Carpio est conseiller juridique de la Lapanday Foods Corporation,.
Le 18 avril 2016, en réaction à une déclaration de son père au sujet du viol, Sara Duterte révèle sur son compte Instagram en avoir déjà été victime. Rodrigo Duterte réfute cette affirmation, qualifiant sa fille de « drama queen ». En août 2018, son père fait remarquer les statistiques élevées de cas de viol à Davao, les expliquant en plaisantant sur le fait que la ville compte « beaucoup de belles femmes ». Face à la polémique, Sara Duterte défend son père en demandant à ses détracteurs ce que, contrairement à sa famille, eux ont fait de bien pour Davao.